# Arthur Camerlynck
Arthur Leo Emiel Camerlynck (Passendale, 10 maart 1907 - Roeselare, 19 september 1971) was een Belgisch kanunnik en priester. Camerlynck was de neef van professor Achilles Camerlynck, die eveneens kanunnik was. Nadat hij van 1 september 1931 tot augustus 1939 de vakken Frans, Nederlands en Duits doceerde aan het Sint Jozefscollege in Izegem, stichtte Camerlynck in 1939 het Sint-Henricuscollege te Komen, waarvan hij directeur werd. Tijdens zijn periode in Izegem herstichtte hij er het Davidsfonds. 
Hij hechtte veel belang aan jeugd- en schooltoneel, en was hiervoor baanbrekend, zowel in Izegem als in Komen. Hij was actief als toneelregisseur en schreef zelf verschillende stukken voor jongeren. Daarnaast vernieuwde hij de Heilig Bloedprocessie in Komen.
De gemeente Komen bedankte hem met een ereburgerschap.
Op 18 februari 1961 werd hij tot rector van de Heilig Bloedbasiliek benoemd. In april 1961 werd hij erekanunnik en in december van dat jaar titulair kanunnik in het kapittel van de Sint-Salvatorskathedraal.
Hij was de broer van de afgevaardigde bestuurder van de Bank van Roeselare, Jozef Camerlynck